# Billy Bingham
Billy Bingham (Belfast, 1931. augusztus 5. – Birkdale, 2022. június 9.) válogatott északír labdarúgó, csatár, edző.

## Pályafutása

### Klubcsapatban
A St Donard's Youth Club csapatában kezdte a labdarúgást. 1948 és 1950 között a Glentoran labdarúgója volt. 1950-től az angol bajnokságban szerepelt. 1950 és 1958 között a Sunderland, 1958 és 1961 között a Luton Town, 1961 és 1963 között az Everton, 1963 és 1965 között a Port Vale játékosa volt. A Glentorannal egy-egy északír bajnoki címet és kupagyőzelmet, az Evertonnal egy angol bajnoki címet ért el.

### A válogatottban
1951 és 1963 között 56 alkalommal szerepelt az északír válogatottban és nyolc gólt szerzett. Részt vett az 1958-as svédországi világbajnokságon.

### Edzőként
1965 és 1968 között az angol Southport, 1967 és 1971 között az angol Plymouth Argyle, 1970–71-ben az északír Linfield vezetőedzője volt. Közben, 1967 és 1971 között az északír válogatott szövetségi kapitányaként is tevékenykedett. 1971 és 1973 között a görög válogatott szakmai munkáját irányította, majd 1973 és 1977 között az angol Everton vezetőedzőjeként dolgozott. 1977-ben a görög PAÓK, 1978–79-ben az angol Mansfield Town csapatainál tevékenykedett. 1980 és 1993 között ismét az északír válogatott szövetségi kapitánya volt. Ez idő alatt, 1987–88-ban a szaúdi en-Naszr vezetőedzője is volt. A Linfield csapatával északír bajnok, az en-Naszr együttesével szaúdikupa-győztes lett. Az északír válogatottal kétszer nyerte meg a brit házibajnokságot. (1979–80, 1983–84) és két alkalommal jutott ki világbajnokságra (1982, 1986).

## Sikerei, díjai

### Játékosként
Glentoran
- Északír bajnokság
  - bajnok: 1950–51
- Északír kupa
  - győztes: 1951

 Everton
- Angol bajnokság (First Division)
  - bajnok: 1962–63

### Edzőként
Linfield
- Északír bajnokság
  - bajnok: 1970–71

 Észak-Írország
- Brit házibajnokság (British Home Championship)
  - győztes (2): 1979–80, 1983–84

 en-Naszr
- Szaúd-arábiai kupa
  - győztes: 1987